# ドレスデン県
ドレスデン県（Bezirk Dresden）は、ドイツ民主共和国（東ドイツ）を構成していた14の県の一つ。県都はドレスデン。

## 地理
東ドイツの南東部に位置した県である。県の東境はポーランド国境で、南境がチェコスロヴァキア（当時、現チェコ）国境であった。また、北部でコットブス県、西部でライプツィヒ県とカール＝マルクス＝シュタット県に接している。

## 歴史
1949年の東ドイツ成立当初は西ドイツ同様に州による連邦制が敷かれており、ドレスデン県となる地域はザクセン州に属していた。ただし、当時の州は戦前の州と若干領域が異なっており、州の東北端部には、旧プロイセン自由州ニーダーシュレージエン県からオーデル・ナイセ線で分割されたうちドイツ側に残った西端部が編入されており（他はポーランド領になった）、ドレスデン県はこれを受け継いでいる。
1952年、東ドイツではそれまでの州が廃止されて中央集権化され、事実上ドイツ社会主義統一党の一党独裁下で計画経済が推進されていった。そのため、東ベルリンを除く全土を14の県に分割して統治が行われた。こうした経緯で成立したのがドレスデン県であった。1990年の東西ドイツ統一にともなってドレスデン県は解体され、連邦制をとるドイツ連邦共和国（旧西ドイツ）の政治体制に沿うように再編された。こうして、ドレスデン県は復活したザクセン州の一部となり、ほぼ同じ領域にドレスデン行政管区（Regierungsbezirk Dresden、「県」とも）が新たに設けられたが、これは単なる行政上の地域区分であり、東ドイツ時代のような地方自治体としての権能は有していない。2012年にはこの行政管区も廃止された。